# (147595) Gojkomitić
(147595) Gojkomitić est un astéroïde de la ceinture principale.

## Description
(147595) Gojkomitic est un astéroïde de la ceinture principale. Il fut découvert le 14 avril 2004 à Drebach par André Knöfel et Gerhard Lehmann. Il présente une orbite caractérisée par un demi-grand axe de 2,54 UA, une excentricité de 0,10 et une inclinaison de 2,8° par rapport à l'écliptique.

## Compléments